# 吴颖 (物理学家)
吴颖，华中科技大学物理学院教授，研究涉及量子光学和原子光学等。曾获得中国国家自然科学二等奖，中华人民共和国教育部第四批"长江学者"特聘教授。